# 페르다나 푸트라

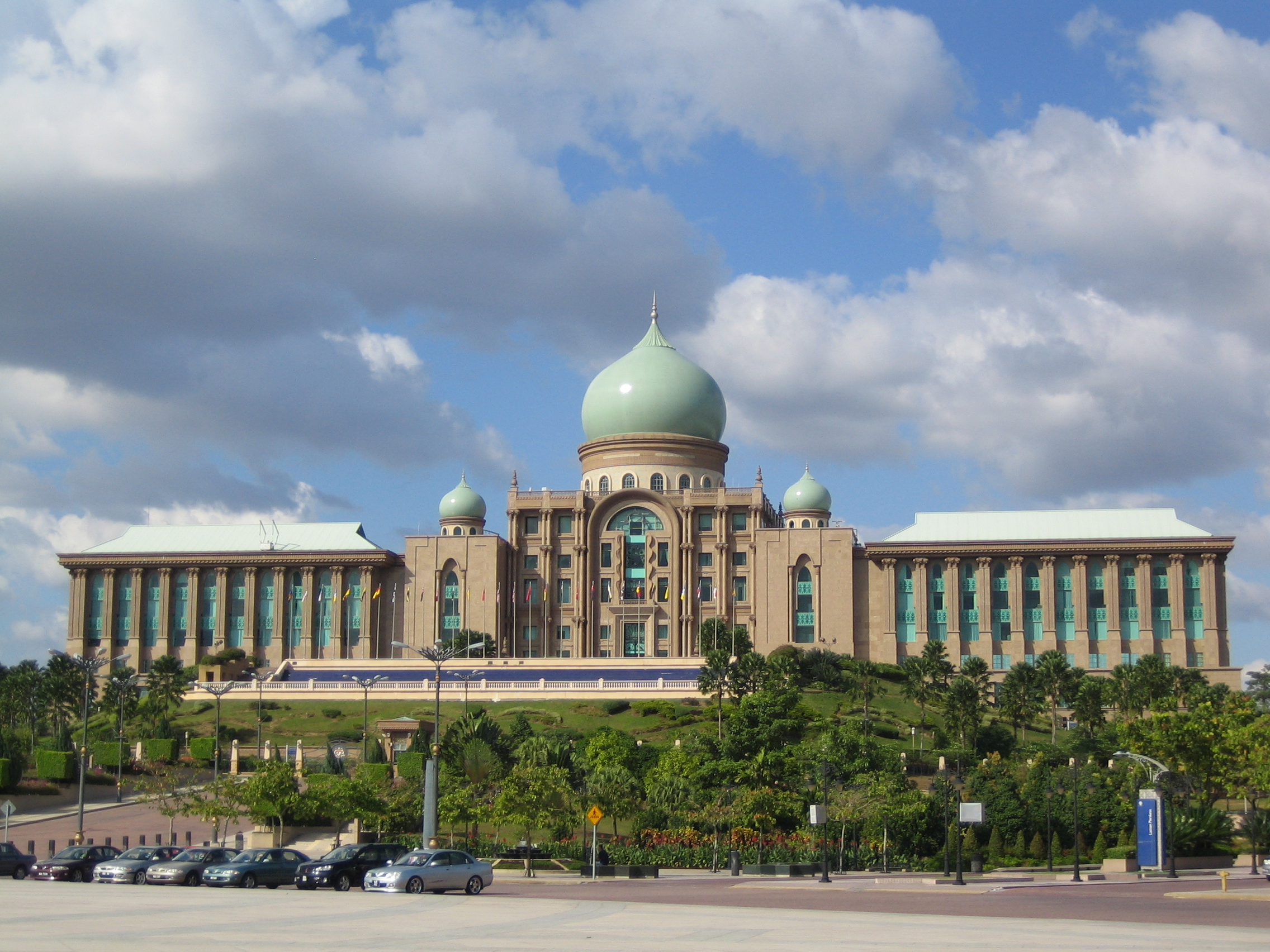
페르다나 푸트라

페르다나 푸트라(말레이어: Perdana Putra)는 말레이시아 푸트라자야에 있는 총리 업무 단지 내의 건물이다. 푸트라자야의 주요 언덕에 있으며, 이 때문에 말레이시아의 행정부 자체와 동일시되기도 한다.

## 같이 보기
- 푸트라자야